# Portraine
Portraine är en ort i republiken Irland.   Den ligger i provinsen Leinster, i den östra delen av landet, 20 km nordost om huvudstaden Dublin. Portraine ligger 3 meter över havet och antalet invånare är 1 372.
Terrängen runt Portraine är platt. Havet är nära Portraine åt sydost.  Närmaste större samhälle är Swords, 8,2 km sydväst om Portraine. 